# Крутихінське (Варгашинський район)
Крути́хінське (рос. Крутихинское) — присілок у складі Варгашинського району Курганської області, Росія. Входить до складу Верхньосуєрської сільської ради.
Населення — 95 осіб (2010, 124 у 2002).